# Технополіс (наука)

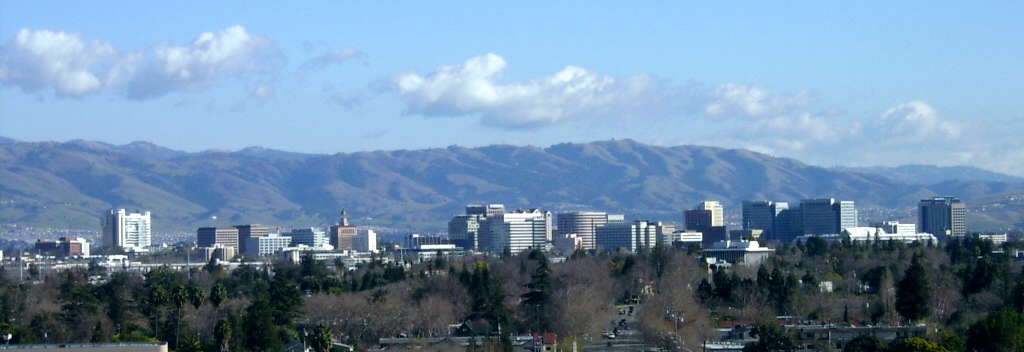
Панорама ділової частини Сан-Хосе — неофіційної «столиці» Кремнієвої долини

Технопо́ліс (англ. technopolis) — центр впровадження досягнень науки й техніки. Це, як правило, нове місто, у якому запроваджуються у виробництво нові розробки, а також проживає населення.

## Загальна характеристика
Технополіс — своєрідний посередник між фундаментальними результатами досліджень і виробничими структурами та інтересами регіонів.
У технополісі, поруч з науково-дослідними закладами, має бути мережа навчальних центрів для підготовки кадрів та підвищення їхньої кваліфікації.
Технополіс — структура, подібна до технопарку, але розміщена в межах конкретного населеного пункту, розвиток якого забезпечується через технополіс. У 1995–2000 рр. у світі було створено 300 технопарків і технополісів, в яких працює 45 тис. вчених і понад 140 тис. службовців. На території наукових парків по всіх країнах світу розміщено понад 11 тис. інноваційних компаній, з них майже 1750 — американських. З середини 1980-х рр. в США існує розгалужена мережа спеціалізованих регіональних центрів інновацій і передачі технологій, що організують спільну роботу всіх учасників даного процесу на регіональному рівні. У наукових технопарках світу зайнято понад 430 тис. фахівців, серед них в Північній Америці — бл. 255 тис. У середньому по світу чисельність працюючих в одній науковій фірмі становить 40 фахівців, в північноамериканських наукових парках — 51-54. Орієнтацію на створення технопарків і технополісів обрали такі держави як Японія, Німеччина, Голландія, Велика Британія.
Серед усіх видів технопарків і технополісів виділяють три моделі – американську (США, Велика Британія), японську (Японія) і змішану (Франція, Німеччина). У США і Великій Британії сьогодні існують три типи «наукових парків»: 1) «наукові парки» у вузькому значенні слова; 2) «дослідницькі парки», у яких нові рішення розробляються тільки до стадії технічного прототипу; 3) «інкубатори» (у США) й інноваційні центри (у Великій Британії і Західній Європі), у рамках яких університети «дають притулок» новостворюваним компаніям за відносно помірну орендну плату на землю, приміщення, доступ до лабораторій і послуг. Типовий приклад подібного «дослідницького парку» – Центр Іллінойського технологічного інституту, приватний дослідницький центр США з бюджетом близько 68 млн дол. на рік.
Японська модель «наукових парків» передбачає будівництво абсолютно нових міст-технополісів, у яких зосереджуються наукові дослідження в провідних галузях, а також наукомістке промислове виробництво. За проектом «Технополіс», прийнятим до реалізації в 1982 р., для створення технополісів було обрано 19 зон, рівномірно розкиданих по чотирьох островах. Зокрема, близько 35 миль від Токіо у 1987 р. засноване «місто мізків» Цукуба. У ньому у 2008 р. мешкало 13 тис. науковців, які працювали в 300 дослідницьких інститутах і підприємствах та 2 університетах. У Цукубі знаходиться 30 зі 100 провідних японських дослідницьких лабораторій. Будівництво всіх технополісів у Японії фінансується на регіональному рівні за рахунок місцевих податків і внесків корпорацій. У Франції діє змішана модель «наукових парків».
На початку XXI ст. економічне зростання визначається провідною роллю науково-технічного прогресу й інтелектуалізацією основних чинників виробництва. На частку нових або вдосконалених технологій, продукції, обладнання в
розвинених країнах припадає від 70 до 85% приросту ВВП. Обсяг світового ринку наукомісткої продукції сьогодні становить 2300 млрд дол. З цієї суми 39% припадає на США, 30% – на Японію і 16% – на Німеччину. Частка України не
перевищує 0,1%. Аналіз показує, що виробництво наукомісткої промисловості забезпечують всього 50 макротехнологій. Сім найбільш розвинених країн володіють 46 з них і втримують 80% цих ринків. США щорічно отримують від експорту
високотехнологічної продукції біля 700 млрд дол., Німеччина – 530, Японія – 400.

## Різновиди і приклади
Серед всіх видів технопарків і технополісів виділяють три моделі — американську (США, Велика Британія), японську (Японія) і змішану (Франція, Німеччина).
У США і Великій Британії сьогодні існують три типи «наукових парків»:
- 1) «наукові парки» у вузькому значенні слова;
- 2) «дослідницькі парки», у якому нові рішення розробляються тільки до стадії технічного прототипу;
- 3) «інкубатори» (в США) і інноваційні центри (у Великій Британії і Західній Європі), в рамках яких університети «дають притулок» новостворюваним компаніям за відносно помірну орендну плату на землю, приміщення, доступ до лабораторій і послуг. Типовий приклад подібного «дослідницького парку» — Центр Іллінойського Технологічного інституту, приватний дослідницький центр США з бюджетом близько 68 млн дол. в рік.

## Стан на початку XXI ст
На початку XXI ст. економічне зростання визначається провідною роллю науково-технічного прогресу й інтелектуалізацією основних чинників виробництва. На частку нових або вдосконалених технологій, продукції, обладнання в розвинених країнах припадає від 70 до 85% приросту ВВП. Обсяг світового ринку наукоємної продукції сьогодні становить 2300 млрд дол. З цієї суми 39% припадає на США, 30% — на Японію і 16% — на Німеччину. Частка України, за попередніми підрахунками, не перевищує 0,1%. Аналіз показує, що виробництво наукоємної промисловості забезпечують всього 50 макротехнологій. Сім найбільш розвинених країн володіють 46 з них і втримують 80% цих ринків. США щорічно отримують від експорту високотехнологічної продукції близько 700 млрд дол., Німеччина — 530, Японія — 400.

## Соціотехнополіси
Соціотехнопо́ліси — це просторово обмежена система житлових та соціально-побутових об'єктів, де за цілеспрямованої підтримки держави створюються умови для інноваційного розвитку суспільства.

## Найвідоміші технополіси
США:
- Кремнієва долина
- Помаранчева країна — Los Angeles
- Дорога 128 — Boston (Silicon Boston)